# Светослав Славчев
Светослав Дончев Славчев е български писател, автор на научнофантастични, криминални и научнопопулярни произведения, редактор, журналист, драматург и сценарист. Неговите най-известни научнофантастични произведения са „Крепостта на безсмъртните“ (1970), „Следа към Вега-Орион“ (1979) и „Шпага с рубини“ (1988). Неговите по-популярни криминални романи са „Девет, числото на кобрата“ (1977) и „Смъртта се нарича „Кентавър“ (1984).

## Биография
Роден е на 18 декември 1926 г. Син е на Дончо Славчев, химик по образование, който също има писателски интереси и през 1970 г. издава свое изследване, посветено на Парацелз. Светослав се интересува от химия, чужди езици, музика (свири на цигулка, а сред любимите негови композитори са Антонио Вивалди, Лудвиг ван Бетовен и Николо Паганини), и изобразително изкуство (сред любимите негови художници са Алфонс Муха, Клод Моне и Пиер-Огюст Реноар).
През 1952 г. се оженва за Елка Ламбрева, завършва медицина в София и от 1951 г. до 1958 г. работи като лекар микробиолог. През 1953 г. се ражда дъщеря му Таня, а през 1960 г. – синът му Антоний. Започва да пише още през 1946 г. и през 50-те години постепенно се посвещава изцяло на литературното поприще.
От 1960 г. е на работа в издателство „Народна младеж“, където завежда редакцията за научно-популярна литература. От 1967 до 1989 г. е заместник главен редактор на списание „Космос“, където създава легендарния образ на инспектор Стрезов. В периода от 1969 до 1971 г. е един от водещите на курса по творческо писане „Златно перо“. Той е също редактор на алманаха „Спектър“. Участва в редакционната колегия, подготвяща поредицата „Галактика“ на варненското издателство „Георги Бакалов“.
Книгите му са превеждани на руски, немски, чешки, полски, японски и др. Макар че официално се пенсионира през 1988 г., става управител и главен редактор на „Домино“, една от първите частни издателски къщи в страната, която продължава да съществува до 1996 г.
Оттегля се от писателското поприще през 1999 г., но продължава да работи като редактор и журналист, главно в някои здравни периодични издания като „Живец“ и „Здравен вестник за пенсионера“.
През 2000 г. той е удостоен с най-престижната българска награда за научна фантастика Гравитон, а през 2016 г., няколко седмици преди смъртта си, получава също наградата Булгакон за цялостния си принос към жанра. През 2006 г. издателство „Аргус“ публикува том с негови избрани произведения, озаглавен „Незабравимо. Светослав Славчев“.
Вицепрезидент е на българската секция на Международната асоциация на писателите криминалисти (AIEP) до 2015 г. Умира през 2016 г., пет месеца след смъртта на своята съпруга.

## Творчество
Първата му книга е „Кръвта на цивилизацията“ (1947 г.) и е посветена на борбите около петрола. С голямо значение за избора му на лекарското поприще е книгата „Сан Микеле“ на Аксел Мунте. Автор е на повече от 25 книги, 35 телевизионни, радиопиеси, сценарии, очерци и статии. Отначало пише научнопопулярни книги. С научна фантастика се занимава от 1962 г.
Светослав Славчев пътува из цяла Европа, чете и говори на руски, английски, немски и френски, и има досег с постиженията на източноевропейската и западноевропейската култура. Сред научните му занимания са историята, психологията и криминалистиката. До края на живота си проявява интерес към загадъчните природни феномени, технологичните открития, медицинските нововъведения и необясними явления като ясновидството и телепатията. Той е близък приятел на българските писатели Стефан Дичев, Владимир Голев, Атанас Мандаджиев, Емануел Икономов и др. Славчев неведнъж е изразявал възхищението си от писатели като Ерих Мария Ремарк, Джек Лондон и Йордан Радичков. Сред любимите му четива са разказите на американските фантасти Едгар Алън По, Рей Бредбъри, Робърт Шекли и Клифърд Саймък. Трайна е също обичта му към руските писатели Илф и Петров, Фьодор Достоевски, Антон Чехов, Исак Бабел и Михаил Булгаков.
Възгледите на Славчев по отношение на поетиката на краткия разказ и романа са близки до застъпваните от неговите разказвачи – техният език е увлекателен и лек, а сюжетът е характерен с грабващо начало и запомнящ се, понякога ироничен обрат във финала. Посланието е най-често с ясен хуманистичен заряд, но без претенциозност или дидактизъм, и бива подсказано или с думите на героите, или с намесата на самия автор, рядко краят е оставен отворен и никога не е двусмислен. Тези традиционни представи карат Славчев да се дистанцира от експериментите на постмодернизма, въпреки че е запознат с школи като структурализма и новата критика
В публицистичните си произведения Славчев поддържа засилен диалог с читателя и се стреми да му представи не само своята позиция, а целия спектър от съмнения и въпроси, които могат да подтикнат към нови дирения.
Въпреки че не се стреми към жанрови нововъведения, през 1968 г. Славчев се прочува със своя герой инспектор Стрезов и с въвеждането в България на непознатия дотогава жанр на криминалната загадка, първоначално представена като логическа задача (първата е публикувана на страниците на „Космос“, брой 5 от 1965 г.). През 2018 г. излиза антология с петдесет избрани загадки от цялата кариера на инспектор Стрезов, озаглавена „Инспектор Стрезов се завръща“.

## Награди и отличия
- 1966 г. – Първо място на международния конкурс за радиожурналистика в Токио за пиесата „Ловци на атоми“
- 1969 г. – Голямата награда (позлатена статуетка) на международния конкурс за радиожурналистика в Токио за пиесата „Случаят Медея“
- 2000 г. – Гравитон за цялостен принос към българската фантастика.
- 2016 г. – Булгакон за цялостен принос към българската фантастика.

Носител е на награди на Съюза на българските писатели, както и на награди от конкурса за криминални разкази „Павел Вежинов“.

### Научнофантастични разкази, повести и романи
- Крепостта на безсмъртните, 1970 (сборник разкази и повести)
- Следа към Вега-Орион, 1979 (сборник разкази и повести)
- Шпага с рубини, 1988 (сборник разкази и повести)
- Очите на мрака, 1999 (роман)

### Криминални романи
- Под знака на скорпиона (1970)
- Девет, числото на кобрата (1977)
- Примката на харпиите (1982)
- Смъртта се нарича „Кентавър“ (1984)

### Научнопопулярни и биографични книги
- Кръвта на цивилизацията (1947)
- Разкази за коварните отрови (1958)
- Биология и религия (1959)
- Съюзници срещу смъртта (1959)
- Живот без болести (1962)
- Димящата отрова (1963)
- Жижка – еретикът (1967)
- Традиции и наука (1968)
- Новини от космоса (1972)
- Улици в Женева (1977)
- Големите катастрофи (1982)